# Barrio de San Antonio (Granada)
El Barrio de San Antonio (o simplemente San Antonio) es una localidad española perteneciente al municipio de Loja, en la provincia de Granada (comunidad autónoma de Andalucía). Está situada en la parte centro-occidental de la comarca lojeña. Cerca de esta localidad se encuentran los núcleos de El Bujeo, La Esperanza y El Frontil.
La pedanía está anexa a Loja capital, junto a la autovía A-92 y el cementerio municipal. La mayoría de las calles del Barrio de San Antonio reciben nombres de flores.